# ドワイト・スミス (野球)
ジョン・ドワイト・スミス（John Dwight Smith, 1963年11月8日 - 2022年7月22日）は、アメリカ合衆国フロリダ州レオン郡タラハシー出身のプロ野球選手（外野手）。右投左打。
息子のドワイト・スミス・ジュニアもメジャーリーガーである。

## 経歴
1984年1月のMLBドラフト3巡目（全体71位）でトロント・ブルージェイズから指名されたが、この時は入団しなかった。同年6月の二次ドラフト3巡目（全体62位）でシカゴ・カブスから指名され、プロ入り。
1989年は開幕をマイナーで迎えたが、5月1日にメジャーデビューすると、そこから左翼手のレギュラーに定着し、チームの地区優勝に貢献。この年は109試合に出場して打率.324・9本塁打・52打点・9盗塁の成績を残し、同僚でナショナルリーグの新人王となったジェローム・ウォルトンと同賞を争った。
翌1990年以降はルーキーイヤーのような成績を残せず、次第に控え外野手としてプレーするようになる。それでも1993年には打率.300・11本塁打の好成績を残した。
アトランタ・ブレーブスへ移籍した1995年にはワールドシリーズ優勝メンバーとなった。
1997年には独立リーグ・ノーザンリーグ（当時）のセントポール・セインツでプレーした。

## 詳細情報

### 背番号
- 18（1989年 - 1993年）
- 35（1994年 - 同年途中）
- 30（1994年途中 - 同年終了）
- 7（1995年 - 1996年）